# Alda Magyari
Alda Magyari (Budapeste, 19 de outubro de 2000) é uma jogadora de polo aquático húngara, medalhista olímpica.

## Carreira
Magyari fez parte da Seleção Húngara de Polo Aquático Feminino nos Jogos Olímpicos de Verão de 2020 em Tóquio, equipe que conquistou a medalha de bronze, após derrotar a equipe do Comitê Olímpico Russo na disputa pelo pódio por 11–9.